# 문영래 (축구 선수)
문영래(한국 한자: 文永來, 1964년 3월 6일 ~ )는 대한민국의 은퇴한 축구 선수이다. 현역시절 포지션은 미드필더였다.

## 선수 경력
1988년 유공 코끼리에 입단하여 6년간 활약하다 1994년 신생팀 전북 버팔로로 이적하였고 1995년에는 전북 다이노스에서 활약하다 은퇴하였다.